# Asta Ödman
Asta Irene Ödman, född 17 mars 1919 i Göteborg, död 19 februari 2012 i Norrköping, var en svensk skulptör och bildkonstnär med signaturen AIÖ.

## Biografi
I Göteborg studerade hon skulptur och målning för Sten Teodorsson som hon dedicerade sin sista utställning till, "Homage à Teo". Under utbildningen blev hon vän med Inger Manne som hon sedan målade tillsammans under många år. När familjen bodde i Nacka 1954–1958 studerade hon för Bengt Amundin. I Norrköping, dit familjen flyttade 1963, studerade hon för Fritz Grahn och ingick i en grupp av konstnärer som under Elis Nordhs ledning målade, tecknade och skulpterade . Hon hade ett antal egna utställningar och var postumt representerad med flera verk i Norrköpings konstmuseums samlingsutställning 2013 "Kvinnliga konstnärer".
Hon var dotter till glasmästaren Gotthard Hjalmar Jansson och entreprenören Hulda Vilhelmina Johansson. Asta Ödman var gift med läkaren och innovatören Per Ödman. De är begravda på Uppsala gamla kyrkogård.

## Offentliga verk i urval
- Bronsskulpturer föreställande konstnärerna Cecilia Edefalk och Elis Nordh i Norrköpingsrummet i stadens rådhus[7].
- Bronsbyst av tonsättaren Josef Jonsson i konserthuset De Geerhallen i Norrköping.
- Bronsrelief på Josef Jonssons grav.